# Löväng

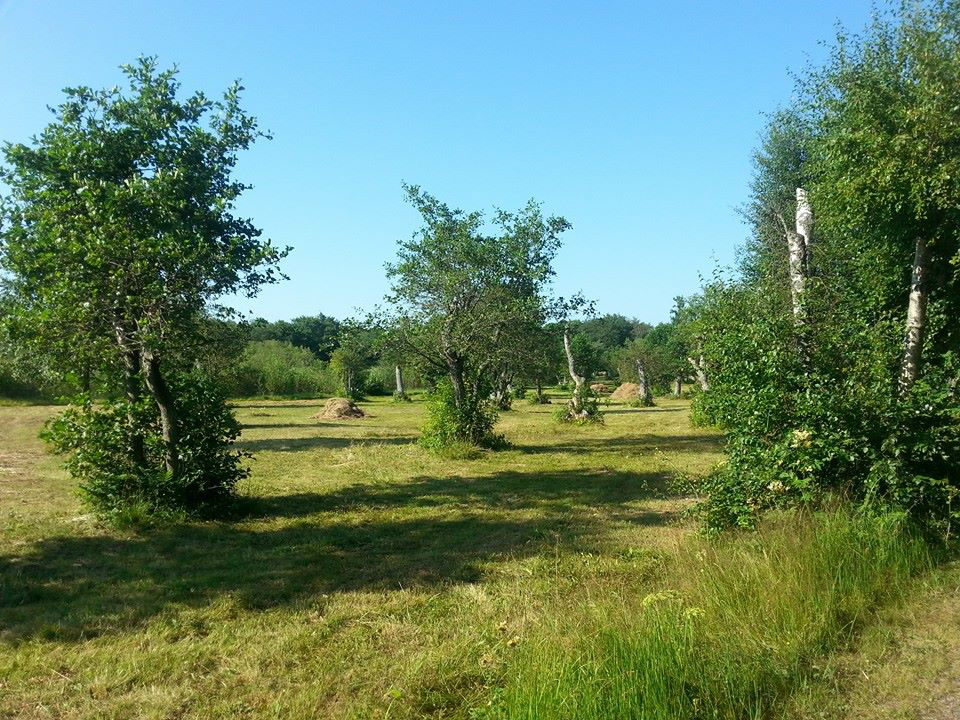
Löväng på Jungfruskär i Houtskär, Skärgårdshavets nationalpark.

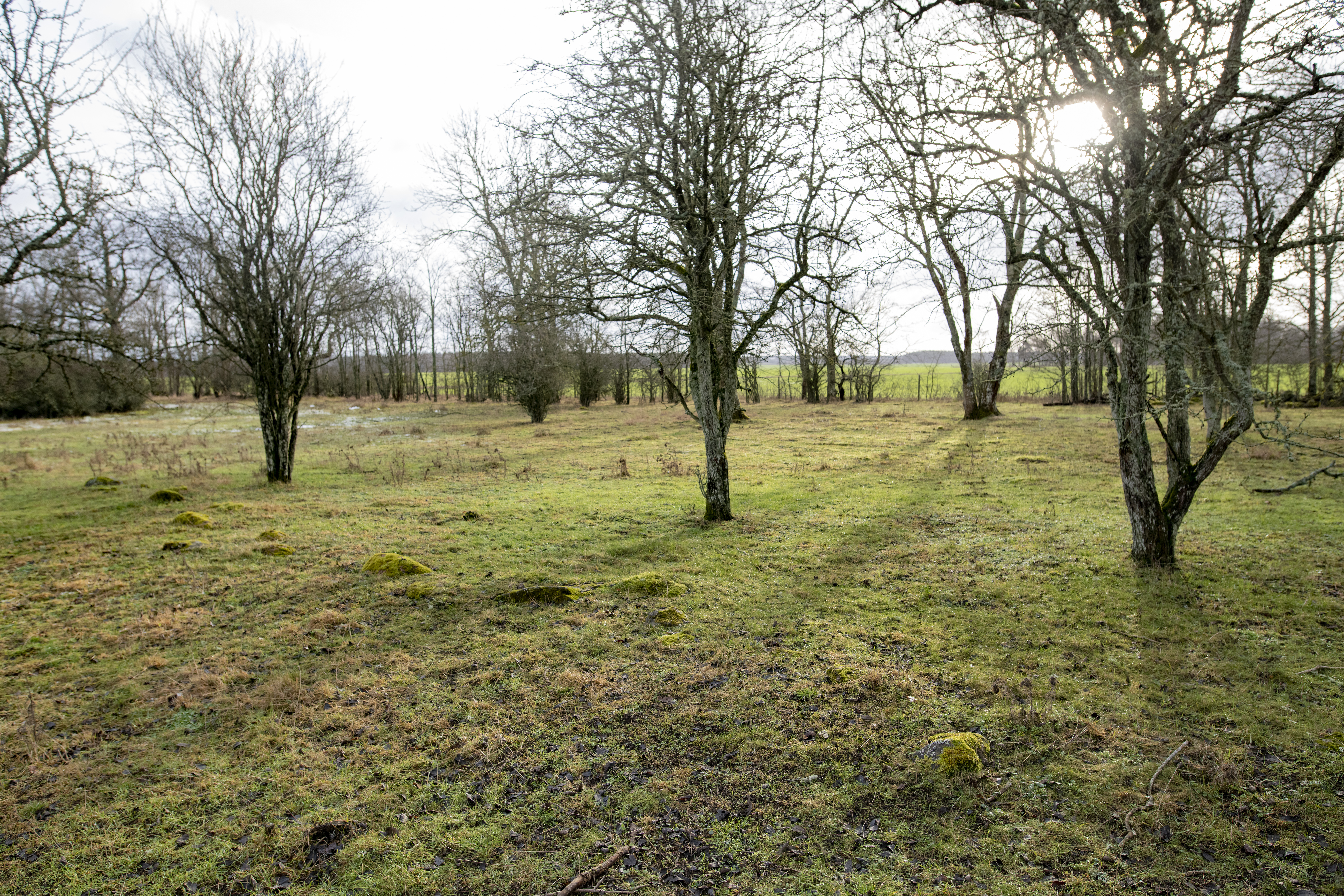
Allkvie Änge, Endre, Gotland

Löväng är ett trädbeväxt område som brukas till slåtter. Sådan plats kallas/kallades (åtminstone i delar av Sverige) "Bol" (äldre stavning: "Bohl", bestämd form: "Bohlet". 
Begreppet löväng skapades av svenska och finländska botaniker omkring 1900. Termen förefaller inte ha använts som folklig beteckning. Avsikten var främst att beskriva en speciell botanisk miljö. De flesta var slåttermarker, och i allmänhet utnyttjades ytorna för lövtäkt. Ibland har termen löväng även använts för betesytor, men då främst sådana som tidigare varit slåtterängar. Efter hand kom termen främst att användas om sådana områden där slåtter och hamlade träd varit dominerande beståndsdelar. I tätbefolkade områden har vanligen träden i lövängarna även utnyttjats som virkesresurs. Det är också vanligt att slåttermarken i lövängarna utgörs av igenväxt åkermark.[källa behövs] Avgränsningar mot små slåtterytor, omgivna av gärdesgårdar med hamlade träd är också svåra att göra. Särskilt i Alperna är sådana övergångar vanliga.
Lövängens historia bakåt i tiden är svår att kartlägga. Under Pleistocen och megaherbivorernas (växtätande megafauna) tid i Europa skapades öppna, delvis trädbevuxna slätter. Dessa var inga lövängar, men skapade en naturtyp vars växtlighet i mycket liknade lövängen. Hamlingen har mycket gamla anor. I Schweiz har man funnit tecken på regelbunden hamling från yngre stenålder. Medeltida källor visar att lövtäkten var betydelsefull. Lövtäkt har dock förekommit i såväl lövängar som i andra lövskogar. Av dagens bevarade lövängar har flera varit i bruk sedan 1700-talet. I dag finns de flesta svenska under kontinuerligt bruk på Gotland, där de även kallas änge.
Man skiljer idag mellan tre typer av lövängar:
- Hamlingsäng, en löväng med många hamlade träd.
- Stubbskottsäng, en löväng där hamling knappast förekommer.
- Löväng med många högvuxna träd. Den är vanlig kring större säterier.

Hamlingsängar är det begrepp som vanligen förknippas med lövängar. Dessa förekommer i nästan hela Europa, undantaget nordligaste delarna av Sverige, Norge, Finland och Ryssland, på Brittiska öarna, i Danmark, i nordvästra Tyskland samt angränsande områden i Nederländerna samt Flandern och nordligaste Frankrike. Bruket har förekommit på Brittiska öarna, men försvann där redan på 1600-talet. Även i Nederländerna förefaller lövängarna ha försvunnit på 1600-talet.
Stubbskottsängar är ett trädbeväxt område som utnyttjas dels för slåtter, dels för klenvirke till bränsle. Lövängstypen har studerats mer ingående först på senare tid.[när?] Den var under bland annat 1800- och början av 1900-talet vanlig i Skåne. Liknande bruk har även förekommit på Åland, i Estland, Litauen, Bulgarien och Spanien.
Lövängar med högväxta träd förekommer bland annat i Mälardalen. Där har det ofta handlat om slåtterängar med ekar, träd som i Sverige förr skyddades mot avverkning annat än till (statens) skeppsvirke. Liknande lövängar har även förekommit i Kantabriska bergen i Spanien, och i rumänska bergstrakter. Enstaka exempel finns i franska Pyrenéerna, och i Jurabergen. I Alperna har liknande lövängar med lövträden uppblandade med barrskog förekommit. I Österrike finns lövängar som domineras av högvuxna lärkträd.